# Market Square Arena
Die Market Square Arena war eine Mehrzweckhalle in der US-amerikanischen Stadt Indianapolis im Bundesstaat Indiana. Der Besitzer und Betreiber der Arena war bis zu ihrer Schließung am 24. Oktober 1999 die Stadt Indianapolis. Die Market Square Arena wurde am 8. Juli 2001 abgerissen. Durch kontrollierte Sprengungen fiel das Gebäude innerhalb von 12 Sekunden in sich zusammen.

## Geschichte und Nutzung
Die Architektengruppen Kennedy, Brown & Associates und Fleck, Burkart, Shropshire, Boots, Reid & Associates sowie McGuire & Shook Corporation entwarfen das Gebäude 1970. Der Grundstein für die Arena wurde am 20. Oktober 1971 gelegt. Die Baumaßnahmen dauerten bis zum 15. September 1974 an und kosteten 23 Mio. US-Dollar. Konstruiert wurde die Halle von Huber, Hunt & Nichols in Kooperation mit J. Robert Carlton & Associates. Renoviert wurde die Arena im Jahr 1995. Die Market Square Arena wurde hauptsächlich für Basketball und Eishockey genutzt. 

### Konzerte
National und international bekannte Künstler und Bands traten in der Halle auf; so spielten hier u. a. Eric Clapton, KISS, Michael Jackson und Prince. Elvis Presley gab hier sein letztes Konzert am 26. Juni 1977.